# Disco house
Disco house — стиль електронної танцювальної музики (клубної), що поєднує елементи музики диско та хауз. Іноді вважається піджанром танцювальної музики.
Disco house виникло на рубежі 1980-1990-х років. Попередниками стилю були діджеї Dave Lee (більш відомий під своїм сценічним псевдонімом Joey Negro) і Ендрю «Doc» Лівінгстон. Цей жанр було створено під впливом як house та disco, через що безліч музикантів написало ремікси на популярні колись пісні диско.
В даний час[коли?] disco house міцно пов'язаний з french house. У Франції цей жанр має найбільшу популярність.